# Drosophila paratarsata
Drosophila paratarsata är en tvåvingeart som beskrevs av Vilela 1985. Drosophila paratarsata ingår i släktet Drosophila och familjen daggflugor.
Artens utbredningsområde är Peru.